# 英特發股份有限公司
英特發股份有限公司屬「TVBS周刊部」，簡稱「英特發」，業務範圍包括出版、雜誌、活動、社群、電視節目置入等，為TVBS旗下子公司，成立於1997年10月。

## 重要紀事
- 1997年11月8日：英特發發行《TVBS周刊》創刊，創刊口號為「活在台灣，做你自己」，創刊社長吳戈卿曾任《時報周刊》企劃組主任、《時報新聞周刊》副總編輯、《中時晚報》副總編輯，創刊總編輯陳浩曾任《中國時報》專欄組組長、《時報新聞周刊》總編輯特別助理、《中時晚報》第一任採訪主任、《中時晚報》副總編輯，創刊副總編輯黃玉振曾任《聯合報》黨政小組召集人，創刊行政總監童再興曾任《工商時報》專欄組召集人、《工商時報》經濟研究室副主任、《工商時報》大陸新聞中心主任、《工商時報》「投資情報周刊」總編輯，負責該刊上網事宜的黃志全是建立《中時電子報》的靈魂人物[1]。

- 2002年12月23日：TVBS購買年代集團持有之英特發31.97%股權，TVBS持有英特發股權增至74.83%。[2]

- 2015年2月12日，《TVBS周刊》第883期出刊，同時暫停發行紙本雜誌[3]，旗下員工可選擇資遣或轉任其他部門工作；同月13日，TVBS表示，《TVBS周刊》停刊原因是「因走分眾市場，結束紙媒，未來會轉為電子化繼續為大家服務」[4]。《TVBS周刊》第883期中，末代總編輯李文娟說，環境變了、讀者變了，在資訊爆炸且資訊快速被複製傳播的年代，《TVBS周刊》必須努力整合影音與數位工具，加強與讀者網友們的互動；未來在紙本雜誌上，《TVBS周刊》將更聚焦於所擅長的專精領域，希望能推出不能輕易被取代的作品[5]。

## 發行雜誌
- 《食尚玩家月刊》
- 《食尚玩家特刊》
- 《女人我最大雙月刊》
- 《健康兩點靈月刊》

## 外部連結
- 英特發 （页面存档备份，存于）（繁體中文）